# Юн Хьон Мін
Юн Хьон Мін (кор. 윤현민, нар. 15 квітня 1985, Сеул, Республіка Корея) — південнокорейський актор та колишній професійний бейсболіст.

## Біографія
Юн Хьон Мін народився 15 квітня 1985 року в столиці Республіки Корея місті Сеул. По закінченню старшої школи він став професійним бейсболістом. З 2005 року, Хьон Мін виступав за клуб Hanwha Eagles з міста Теджон. У наступному році він перейшов до сеульського клубу Doosan Bears. Через декілька років, захопившись акторським мистецтвом, Хьон Мін покинув спорт і у 2009 році дебютував на телебачення зігравши епізодичну роль в серіалі «Загадковий чосонський детектив Чон Як Йон» що транслювався на кабельному каналі OCN. У наступні декілька років він здебільшого грав другорядні ролі в телесеріалах. Підвищенню популярності актора сприяла одна з головних ролей в серіалі вихідного дня «Моя донька Ким Са Воль» 2015 року, роль в якому також принесла йому першу акторську нагороду. Далі, у 2017 році Хьон Мін зіграв одну з головних ролей в трилері «Тунель» та юридичній драмі «Відьма в суді».
У 2020 році актор отримав головні ролі одразу в трьох серіалах. Взимку він зіграв в романтичному серіалі «Мій голографічний коханий», влітку в романтичній комедії з елементами фентезі «Чоловік є чоловік», а наприкінці листопада відбулася прем'єра серіалу «Помстись».

### Особисте життя
Починаючи з весни 2016 року Юн Хьон Мін зустрічається з популярною акторкою Пек Чін Хі, з якою він знімався в серіалі «Моя донька Ким Са Воль». Навесні 2017 року агенти акторів офіційно підтвердили їх стосунки.

## Фільмографія

### Телевізійні серіали
| Рік  | Назва                                       | Роль                           | Мережа    |
| ---- | ------------------------------------------- | ------------------------------ | --------- |
| 2009 | «Загадковий чосонський детектив Чон Як Йон» | Кім Чі Сон                     | OCN       |
| 2010 | «Чарівніший день від дня»                   | Юн Хьон Мін                    | MBC       |
| 2010 | «Якша»                                      | син другого державного радника | OCN       |
| 2010 | «Поцілунок і місто»                         |                                | SBS Plus  |
| 2012 | «Все ще ти»                                 | Лі Че Ха                       | SBS       |
| 2013 | «Безсердечне місто»                         | Кім Хьон Су                    | jTBC      |
| 2014 | «Натхненне покоління»                       | Тояма Аокі                     | KBS2      |
| 2014 | «Відьомська любов»                          | Йон Су Чхоль                   | tvN       |
| 2014 | «Відкриття кохання»                         | До Чун Хо                      | KBS2      |
| 2014 | «Будинок приятеля» (фестивальна драма)      | Сан У                          | MBC       |
| 2015 | «Знову бити»                                | Лі Чун Хий                     | jTBC      |
| 2015 | «Моя донька Ким Са Воль»                    | Кан Чхан Бін                   | MBC       |
| 2016 | «Блискучий розум»                           | Хьон Сок Чжу                   | KBS2      |
| 2016 | «Хороша дружина»                            | Кім Се Бьок (камео, 13 серія)  | tvN       |
| 2017 | «Тунель»                                    | Кім Сон Чже                    | OCN       |
| 2017 | «Відьма в суді»                             | Йо Чін Ук                      | KBS2      |
| 2018 | «Казка про фею»                             | Чон Ї Хьон                     | tvN       |
| 2020 | «Мій голографічний коханий»                 | Ко Нан До / голограма          | Netflix   |
| 2020 | «Чоловік є чоловік»                         | Хван Чі У                      | KBS2      |
| 2020 | «Помстись»                                  | Чха Мін Чжун                   | Chosun TV |

### Фільми
| Рік  | Назва           | Роль               |
| ---- | --------------- | ------------------ |
| 2011 | «Високий кидок» | Сан Те             |
| 2016 | «Зліт 2»        | тренер Кім (камео) |

## Нагороди
| Рік  | Нагорода               | Категорія                                          | Робота                                     | Результат | Прим.  |
| ---- | ---------------------- | -------------------------------------------------- | ------------------------------------------ | --------- | ------ |
| 2014 | 28-ма Премія KBS драма | Кращий новий актор                                 | «Натхненне покоління», «Відкриття кохання» | Номінація |        |
| 2014 | 28-ма Премія KBS драма | Краща пара (разом з Кім Силь Гі)                   | «Відкриття кохання»                        | Номінація |        |
| 2015 | 34-та Премія MBC драма | Нагорода за майстерність (актор спеціальної драми) | «Моя донька Ким Са Воль»                   | Номінація | [ 9 ]  |
| 2015 | 34-та Премія MBC драма | Кращий новий актор спеціальної драми               | «Моя донька Ким Са Воль»                   | Перемога  | [ 9 ]  |
| 2015 | 34-та Премія MBC драма | Нагорода за популярність (актор)                   | «Моя донька Ким Са Воль»                   | Номінація | [ 9 ]  |
| 2015 | 34-та Премія MBC драма | Краща пара (разом з Пек Чін Хі)                    | «Моя донька Ким Са Воль»                   | Номінація | [ 9 ]  |
| 2017 | 31-ша Премія KBS драма | Нагорода за айстерність (актор мінісеріалу)        | «Відьма в суді»                            | Номінація | [ 10 ] |
| 2017 | 31-ша Премія KBS драма | Netizen нагорода (актор)                           | «Відьма в суді»                            | Номінація | [ 10 ] |
| 2017 | 31-ша Премія KBS драма | Краща пара (разом з Чон Рьо Вон)                   | «Відьма в суді»                            | Перемога  | [ 10 ] |